# Херцогство Гифхорн
Херцогството Гифхорн (на немски: Herzogtum Gifhorn) e частично херцогство в Херцогство Брауншвайг-Люнебург.
Основано е през 1539 г. и съществува само 10 години до смъртта на неговия владетел херцог Франц от Брауншвайг-Люнебург през 1549 г. Резиденция е бил дворец Гифхорн. Франц получава херцогството от брат си Ернст I, княз на Княжество Люнебург.
Понеже Франц умира през 1549 г. от инфекция на рана на 41 години без мъжки наследник, херцофството Гифхорн отива към Княжество Люнебург.